# William Forsythe (coreógrafo)
William Forsythe (Nueva York, 30 de diciembre de 1949) es un bailarín y coreógrafo estadounidense.
Estudió en la Universidad de Jacksonville (Florida) y, posteriormente, en el Joffrey Ballet y el School of American Ballet. Entre 1983 y 2004 fue director del Ballet de Fráncfort del Meno, y en 2005 creó su propia compañía, The Forsythe Company.

## Biografía
En 1973 viajó a Europa invitado por John Cranko, instalándose en Fráncfort del Meno, donde desarrollaría la mayor parte de su carrera. En 1976 realizó su primera obra, Urlicht, con música de Gustav Mahler, a la que siguió Love Songs, que marcaría la tendencia principal de su estilo, caracterizado por una utilización violenta de la técnica clásica, que culminaría en obras como Artifact (1984). En 1983 fue nombrado director del Ballet de Fráncfort, desarrollando su estilo clásico llevado al límite, con falta de elementos dramáticos, dando a sus obras una apariencia fría y ausente de armonía. Así se aprecia en su obra más emblemática, In the Middle, Somewhat Elevated (1987), con pasos clásicos pero desarticulados, con movimientos de torso y brazos alterados. También transgrede las convenciones teatrales: en Artifact (1984), el público accede mientras los bailarines están ya en escena, sin saber si están ensayando o ha comenzado la representación. 
Las últimas investigaciones de Forsythe se centran en el estudio del movimiento, siguiendo las teorías introducidas por el coreógrafo expresionista Rudolf von Laban, así como en la introducción de elementos como la voz.

## Obras seleccionadas
| - 1976 Urlicht - 1983 Gänge - 1983 France/Dance - 1984 Artifact - 1986 Die Befragung des Robert Scott - 1987 In the Middle, Somewhat Elevated - 1988 Impressing the Czar - 1990 Limb's Theorem - 1991 The Second Detail - 1991 Loss of Small Detail - 1992 ALIE/N A(C)TION - 1994 Self Meant to Govern | - 1995 Eidos:Telos - 1996 The Vertiginous Thrill of Exactitude - 1999 Endless House - 2000 One Flat Thing, reproduced - 2000 Kammer/Kammer - 2003 Decreation - 2005 Three Atmospheric Studies - 2005 You made me a monster - 2006 Heterotopia - 2007 The Defenders - 2008 Yes we can't - 2008 I Don't Believe in Outer Space - 2009 The Returns |

## Premios
- The Bessies (1988, 1998, 2004, 2007)
- Premio Laurence Olivier (1992, 1999)
- Commandeur des Arts et Lettres (1999)
- Federal Cross of Merit First Class (1997)
- Premio Wexner (2002)
- Premio Nijinsky (2002)
- Premio del Dance Magazine (2003)
- Premio del Deutsches Theater (2008)